# Boseman
Boseman ist ein englischer Familienname.

## Herkunft und Bedeutung
Bosemann ist eine Zusammensetzung aus böse und Mann.

## Namensträger
- Benjamin A. Boseman (1840–1881), afroamerikanischer Arzt und Abgeordneter von South Carolina
- Chadwick Boseman (1976–2020), US-amerikanischer Schauspieler
- Julia Olson-Boseman, US-amerikanische Politikerin (Demokraten)